# 得莫利站
得莫利站位于中华人民共和国黑龙江省哈尔滨市方正县得莫利镇，是哈佳铁路上的火车站，于2018年9月30日启用。

## 車站周邊
- 哈同高速公路得莫利服务区
- 得莫利旅游度假区

## 歷史
- 2018年9月30日启用。

## 外部連結
- 中国铁路客户服务中心 （页面存档备份，存于）